# Liu Fang

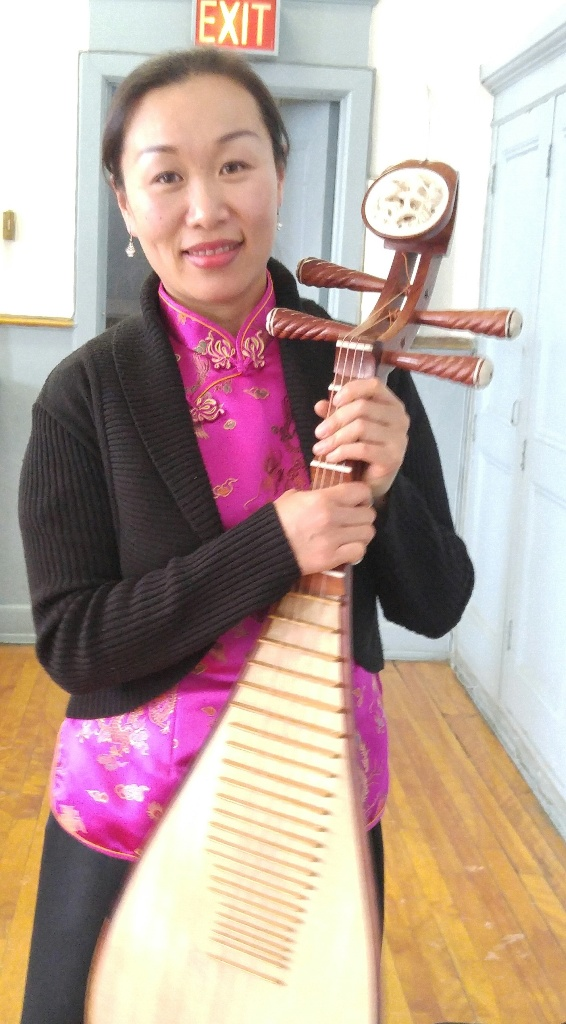
Liu Fang

Liu Fang (vereenvoudigd Chinees: 刘芳; traditioneel Chinees: 劉芳; Kunming, Yunnan, 1974) is een Chinees musicus. Ze vertolkt traditionele Chinese muziek op de pipa en guzheng (Zheng).
Liu Fang werd geboren in 1974 in Kunming, China. Ze begon pipa (de Chinese variant van de luit) te spelen toen ze 6 jaar was. Al snel begon ze voor publiek op te treden. Zo trad ze op voor koningin Elizabeth II toen die een koninklijk bezoek bracht aan China. Liu Fang ontving meerdere provinciale en nationale prijzen.
In 1993 studeerde ze af aan het conservatorium van Shanghai, waar ze ook de guzheng (een traditioneel Chinees muziekinstrument dat behoort tot de citer- instrumentenfamilie) had leren spelen. In 1996 verhuisde ze naar Montreal. Dit was het startpunt van haar internationale carrière. Over heel de wereld heeft ze concerten en solorecitals gegeven. Ze trad onder andere op in Théâtre de la Ville in Parijs, in de Salle Philharmonique van Luik (2006), BBC Concerts in Londen (2003,2007), het Bath International Music Festival (2004), in het York Early Music Center (2008), het TFF Rudolstadt 2006 en het WOMAD Festival in het Verenigd Koninkrijk (2004) en in Spanje (2006), Festival des musiques du monde les suds à Arles (Frankrijk), etc.
Liu Fang heeft opgetreden met symfonieorkesten, strijkkwartetten en ensembles. Ze werkte samen met muzikanten van verschillende culturele en muzikale achtergronden. Ze heeft elf cd's uitgebracht waarop ze solo of in ensemble speelt. Daarnaast kwam ze ook op nationale en internationale radio en televisie. In 2005 werd Liu Fang uitgenodigd op te treden in Parijs op het concert ter ere van 60 jaar UNESCO.

## Erkenning en waardering
Liu Fang werd in 2001 bekroond met een Millennium Prize for Future Generations uitgereikt door de Canadese Raad voor de Kunsten. In 2006 ontving ze de Charles Cros Award (de Franse tegenhanger van de Grammy). 
The World omschreef haar als ‘goddelijke mediator’. La presse vindt haar ‘without question the greatest ambassadress of the art of the pipa in America and Europe’. L’actualité bestempelde haar als ‘the empress of pipa’. In 2003 zei All Music Guide over haar: ‘possessing virtuoso technique, grace and a unique empathy toward the music she plays – whether it is a traditional and folk tune or a modern Western composition’.

## Discografie
soloalbums:
- The soul of pipa, vol. 3: Pipa Music from Chinese folk traditions, Philmultic, 2006
- Emerging Lotus: Chinese traditional guzheng music, Philmultic, 2005
- The soul of pipa, vol. 2: Chinese classical Pipa Music: from the ancient to the recent, Philmultic, 2003
- The soul of pipa, vol. 1: Chinese Pipa Music from the classical tradition, Philmultic, Canada, 2001
- Chinese Traditional Pipa Music: Oliver Sudden Productions Inc, Canada/USA, 1997

Duo et ensembles:
- Along the Way - Duo pipa & violin: Philmultic, 2010
- Changes - Duo pipa & Guitar: Philmultic, 2008
- Le son de soie: Accords-Croisés/Harmonia Mundi, Paris, 2006
- Mei Hua - Fleur de prunier: ATMA Classique, Canada, 2004
- Arabic and Chinese music: Liu Fang et Farhan Sabbagh, Philmultic, 2000
- Musique chinoise: Solo, duo, et avec orchestre de chambre, Philmultic, 1999

## Prijzen
- Future Generations Millennium Prize, juni 2001
- Academie Charles Croc-prijs, 2006